# Buddleja blattaria
Buddleja blattaria là một loài thực vật có hoa trong họ Huyền sâm. Loài này được J.F.Macbr. mô tả khoa học đầu tiên năm 1934.